# Dresdner Sportclub 1898 2001-2002
Questa voce raccoglie le informazioni riguardanti il Dresdner Sportclub 1898 nelle competizioni ufficiali della stagione 2001-2002.

## Stagione
Nella stagione 2001-2002 il Dresdner, allenato da Hans-Jürgen Kreische, Karsten Petersohn e Eberhard Vogel, concluse il campionato di Regionalliga nord al 16º posto.

## Rosa
| N. |                     | Ruolo | Calciatore         |
| -- | ------------------- | ----- | ------------------ |
| 1  | Germania (bandiera) | P     | Roger Schöne       |
| 2  | Germania (bandiera) | D     | Frank Baldauf      |
| 3  | Germania (bandiera) | D     | Andreas Diebitz    |
| 4  | Germania (bandiera) | D     | Thomas Boden       |
| 5  | Germania (bandiera) | D     | Thomas Hoßmang     |
| 7  | Germania (bandiera) | C     | Peter-Paul Petzold |
| 9  | Germania (bandiera) | C     | Sven Ratke         |
| 10 | Ucraina (bandiera)  | C     | Olexji Kurylenko   |
| 10 | Croazia (bandiera)  | A     | Boris Lucic        |
| 13 | Germania (bandiera) | D     | Knut Michael       |
| 16 | Germania (bandiera) | A     | Hendryk Lau        |
| 17 | Germania (bandiera) | C     | Tino Wächtler      |
| 18 | Germania (bandiera) | C     | Ronald Hamel       |
| 19 | Germania (bandiera) | D     | Norbert Menzel     |

| N. |                          | Ruolo | Calciatore       |
| -- | ------------------------ | ----- | ---------------- |
| 19 | Germania (bandiera)      | C     | René Beuchel     |
| 20 | Argentina (bandiera)     | D     | Fernando Cassano |
| 21 | Stati Uniti (bandiera)   | A     | Rashid Utush     |
| 22 | Germania (bandiera)      | D     | Ronny Ernst      |
| 23 | Germania (bandiera)      | C     | René Trehkopf    |
| 24 | Germania (bandiera)      | P     | Enrico Keller    |
|    | Rep. Ceca (bandiera)     | D     | Martin Bronec    |
|    | Germania (bandiera)      | C     | Daniel Gunkel    |
|    | Polonia (bandiera)       | C     | Andrzej Jasinski |
|    | Nuova Zelanda (bandiera) | C     | Aaran Lines      |
|    | Rep. Ceca (bandiera)     | C     | Radek Petrák     |
|    | Germania (bandiera)      | A     | Danny Kukulies   |
|    | Rep. Ceca (bandiera)     | A     | Martin Smíšek    |

## Organigramma societario
Area tecnica
- Allenatore: Eberhard Vogel
- Allenatore in seconda:
- Preparatore dei portieri:
- Preparatori atletici:
- Analisi video:

## Calciomercato

### Sessione estiva
| Acquisti | Acquisti              | Acquisti           | Acquisti |
| R.       | Nome                  | da                 | Modalità |
| -------- | --------------------- | ------------------ | -------- |
| C        | Radek Petrák          | Sparta Praga B     |          |
| A        | Sergio German Sánchez | Defensa y Justicia |          |
| C        | René Trehkopf         | Energie Cottbus    |          |
| A        | Przemysław Węgier     | Sparta Zabrze      |          |

| Cessioni | Cessioni        | Cessioni             | Cessioni |
| R.       | Nome            | a                    | Modalità |
| -------- | --------------- | -------------------- | -------- |
| C        | Sergio Bustos   | Chemnitz             |          |
| A        | Alexander Gleis | Stahl Riesa          |          |
| C        | Nikica Maglica  | O. Neugersdorf       |          |
| P        | Thomas Weidner  | FV Dresden-Laubegast |          |

### Sessione invernale
| Acquisti | Acquisti     | Acquisti         | Acquisti |
| R.       | Nome         | da               | Modalità |
| -------- | ------------ | ---------------- | -------- |
| C        | Aaran Lines  | NZL Knights      |          |
| A        | Rashid Utush | Seattle Sounders |          |

| Cessioni | Cessioni              | Cessioni          | Cessioni |
| R.       | Nome                  | a                 | Modalità |
| -------- | --------------------- | ----------------- | -------- |
| P        | René Groß             | Dinamo Dresda     |          |
| A        | Rocco Milde           | Dinamo Dresda     |          |
| A        | Sergio German Sánchez | Carl Zeiss Jena   |          |
| C        | Ronald Schmidt        | Wacker Burghausen |          |
| A        | Przemysław Węgier     | O. Neugersdorf    |          |

## Risultati

### Regionalliga

#### Girone di andata
| Dresda 28 luglio 2001, ore 14:00 CEST 1ª giornata        | Dresdner SC | 0 – 2 referto          | Uerdingen 05 | Heinz-Steyer-Stadion (1 112 spett.) |
| \| \| \| \| \| \| Marcatori \| 13’ Krohm 90’ Bradasch \| |             |                        |              |                                     |
|                                                          |             |                        |              |                                     |
|                                                          | Marcatori   | 13’ Krohm 90’ Bradasch |              |                                     |

| Arbitro: | Scheppe |

|                    |           |                   |
| Walther 80’ (rig.) | Marcatori | 42’ Lau 60’ Ernst |

| Arbitro: | Hennecke |

|              |           |  |
| Emmerling 9’ | Marcatori |  |

| Arbitro: | Melms |

|  |           |            |
|  | Marcatori | 40’ Döpper |

| Arbitro: | Hems |

|             |           |  |
| N'Tsika 77’ | Marcatori |  |

| Arbitro: | Gräfe |

|                               |           |  |
| Lau 45’ Milde 62’ Michael 84’ | Marcatori |  |

| Arbitro: | Steinhaus-Webb |

|                                  |           |         |
| Winter 9’ Antwerpen 44’ Harf 90’ | Marcatori | 71’ Lau |

| Arbitro: | Otte |

|                          |           |                                           |
| Lau 26’, 59’ Sánchez 46’ | Marcatori | 27’ Kopuk 37’ Guščinas 47’, 81’ Jurgeleit |

| Arbitro: | Perschke |

|                                                      |           |              |
| Weetendorf 19’ de Wit 47’ (rig.) Nadj 69’ Thomas 90’ | Marcatori | 89’ Trehkopf |

| Arbitro: | Seemann |

|                                 |           |               |
| Wächtler 35’ Sánchez 71’ (rig.) | Marcatori | 68’ Jasarević |

| Arbitro: | Hielscher |

|                                       |           |                            |
| Iyodo 10’, 44’, 79’ Altıntop 17’, 81’ | Marcatori | 4’, 83’ Lau 27’, 57’ Ratke |

| Arbitro: | Grabanowski |

|                                                       |           |          |
| Sánchez 40’ (rig.), 56’, 63’, 64’ (rig.) Trehkopf 42’ | Marcatori | 72’ Daun |

| Arbitro: | Korte |

|                          |           |  |
| Wolf 2’, 71’ Fischer 80’ | Marcatori |  |

| Arbitro: | Winkmann |

|                    |           |                     |
| Sánchez 50’ (rig.) | Marcatori | 44’ (rig.) Schröder |

| Arbitro: | Häcker |

|           |           |  |
| Prest 54’ | Marcatori |  |

| Arbitro: | Meiwes |

|  |           |                       |
|  | Marcatori | 19’ Everson 73’ Halat |

| Arbitro: | Thomßen |

|             |           |                                     |
| Mbwando 33’ | Marcatori | 20’ (aut.) Arens 61’ (rig.) Sánchez |

#### Girone di ritorno
| Arbitro: | Wegener-Gärtner |

|                                        |           |  |
| Özkaya 29’ Sauerland 77’ Rodriguez 90’ | Marcatori |  |

| Arbitro: | Marks |

|         |           |  |
| Lau 67’ | Marcatori |  |

| Arbitro: | Meyer |

|                        |           |                   |
| Lau 35’, 47’ Lucic 87’ | Marcatori | 58’ (rig.) Jörres |

| Arbitro: | Scheppe |

|  |           |                     |
|  | Marcatori | 52’ Schmidt 81’ Lau |

| Paderborn 20 marzo 2002, ore 16:00 CET 22ª giornata | Dresdner SC | 0 – 0 referto | Paderborn | Hermann-Löns-Stadion (520 spett.)\| Arbitro: \| Winkmann \| |
| Arbitro:                                            | Winkmann    |               |           |                                                             |

| Arbitro: | Hielscher |

|                      |           |             |
| Schulz 15’ Stier 80’ | Marcatori | 6’ Kukulies |

| Arbitro: | Hennecke |

|  |           |                     |
|  | Marcatori | 2’ Harf 30’ Leśniak |

| Arbitro: | Thomßen |

|                  |           |             |
| Trejgis 40’, 58’ | Marcatori | 57’ Beuchel |

| Arbitro: | Späker |

|  |           |              |
|  | Marcatori | 65’ Teixeira |

| Aue-Bad Schlema 30 marzo 2002, ore 14:00 CET 27ª giornata | Erzgebirge Aue | 0 – 0 referto | Dresdner SC | Erzgebirgsstadion (3 850 spett.)\| Arbitro: \| Keßler \| |
| Arbitro:                                                  | Keßler         |               |             |                                                          |

| Arbitro: | Anklam |

|             |           |                                   |
| Beuchel 62’ | Marcatori | 19’ Katriniok 33’ (rig.) Altıntop |

| Arbitro: | Wegener-Gärtner |

|            |           |            |
| Schoof 15’ | Marcatori | 13’ Smíšek |

| Arbitro: | Frank |

|  |           |                    |
|  | Marcatori | 13’ Weber 78’ Karp |

| Arbitro: | Hems |

|                                                      |           |                               |
| Gockel 21’ Rogowski 73’ Schriewersmann 83’ Milde 90’ | Marcatori | 40’ (rig.) Ernst 60’ Jasinski |

| Arbitro: | Kemmling |

|                          |           |                    |
| Ernst 36’ (rig.) Lau 54’ | Marcatori | 2’ Papić 73’ Prest |

| Arbitro: | Späker |

|                                                          |           |  |
| Claaßen 16’ Spork 20’ (rig.) Sidney 39’ Schiffbänker 87’ | Marcatori |  |

| Arbitro: | Strampe |

|                          |           |                               |
| Gunkel 8’, 56’ Ernst 18’ | Marcatori | 9’ Bärwolf 41’ (aut.) Hoßmang |

## Statistiche

### Statistiche di squadra
| Competizione      | Punti | In casa | In casa | In casa | In casa | In casa | In casa | In trasferta | In trasferta | In trasferta | In trasferta | In trasferta | In trasferta | Totale | Totale | Totale | Totale | Totale | Totale | DR  |
| Competizione      | Punti | G       | V       | N       | P       | Gf      | Gs      | G            | V            | N            | P            | Gf           | Gs           | G      | V      | N      | P      | Gf     | Gs     | DR  |
| ----------------- | ----- | ------- | ------- | ------- | ------- | ------- | ------- | ------------ | ------------ | ------------ | ------------ | ------------ | ------------ | ------ | ------ | ------ | ------ | ------ | ------ | --- |
| Regionalliga nord | 32    | 17      | 6       | 3       | 8       | 24      | 24      | 17           | 3            | 2            | 12           | 17           | 36           | 34     | 9      | 5      | 20     | 41     | 60     | -19 |
| Totale            | 32    | 17      | 6       | 3       | 8       | 24      | 24      | 17           | 3            | 2            | 12           | 17           | 36           | 34     | 9      | 5      | 20     | 41     | 60     | -19 |

### Andamento in campionato
| Giornata  | 1  | 2 | 3  | 4  | 5  | 6  | 7  | 8  | 9  | 10 | 11 | 12 | 13 | 14 | 15 | 16 | 17 | 18 | 19 | 20 | 21 | 22 | 23 | 24 | 25 | 26 | 27 | 28 | 29 | 30 | 31 | 32 | 33 | 34 |
| --------- | -- | - | -- | -- | -- | -- | -- | -- | -- | -- | -- | -- | -- | -- | -- | -- | -- | -- | -- | -- | -- | -- | -- | -- | -- | -- | -- | -- | -- | -- | -- | -- | -- | -- |
| Luogo     | C  | T | T  | C  | T  | C  | T  | C  | T  | C  | T  | C  | T  | C  | T  | C  | T  | T  | C  | C  | T  | C  | T  | C  | T  | C  | T  | C  | T  | C  | T  | C  | T  | C  |
| Risultato | P  | V | P  | P  | P  | V  | P  | P  | P  | V  | P  | V  | P  | N  | P  | P  | V  | P  | V  | V  | V  | N  | P  | P  | P  | P  | N  | P  | N  | P  | P  | N  | P  | V  |
| Posizione | 13 | 9 | 11 | 16 | 16 | 12 | 15 | 16 | 17 | 16 | 17 | 16 | 16 | 15 | 16 | 16 | 16 | 16 | 15 | 14 | 13 | 13 | 14 | 14 | 15 | 16 | 16 | 16 | 17 | 17 | 17 | 16 | 16 | 16 |

Legenda:

Luogo: C = Casa; T = Trasferta. Risultato: V = Vittoria; N = Pareggio; P = Sconfitta.

### Statistiche dei giocatori
| F. Baldauf   | 0  | 0  | 0  | 0 |
| R. Beuchel   | 21 | 2  | 8  | 1 |
| T. Boden     | 11 | 0  | 4  | 1 |
| M. Bronec    | 10 | 0  | 3  | 0 |
| F. Cassano   | 18 | 0  | 2  | 1 |
| A. Diebitz   | 9  | 0  | 3  | 0 |
| R. Ernst     | 23 | 4  | 4  | 0 |
| R. Groß      | 18 | 0  | 1  | 0 |
| D. Gunkel    | 17 | 2  | 1  | 0 |
| R. Hamel     | 16 | 0  | 3  | 0 |
| T. Hoßmang   | 33 | 0  | 6  | 0 |
| A. Jasinski  | 8  | 1  | 1  | 0 |
| E. Keller    | 5  | 0  | 0  | 0 |
| D. Kukulies  | 13 | 1  | 4  | 0 |
| O. Kurylenko | 8  | 0  | 1  | 0 |
| H. Lau       | 34 | 12 | 4  | 0 |
| A. Lines     | 9  | 0  | 0  | 0 |
| B. Lucic     | 29 | 1  | 6  | 0 |
| N. Menzel    | 2  | 0  | 0  | 0 |
| K. Michael   | 26 | 1  | 12 | 0 |
| R. Milde     | 11 | 1  | 0  | 0 |
| R. Petrák    | 5  | 0  | 2  | 0 |
| P. Petzold   | 0  | 0  | 0  | 0 |
| S. Ratke     | 15 | 2  | 5  | 1 |
| R. Schmidt   | 19 | 1  | 4  | 1 |
| R. Schöne    | 11 | 0  | 1  | 0 |
| M. Smíšek    | 8  | 1  | 1  | 0 |
| S. Sánchez   | 20 | 8  | 5  | 0 |
| R. Trehkopf  | 22 | 2  | 3  | 0 |
| R. Utush     | 1  | 0  | 0  | 1 |
| T. Wächtler  | 27 | 1  | 5  | 0 |
| P. Węgier    | 10 | 0  | 0  | 1 |